# Corps anococcygien
Le corps anococcygien (de Symington) ou ligne blanche de Cruveilher ou septum postanal est une structure musculo-fibreuse située dans la région périnéale,

## Structure
Le corps anococcygien situé entre le bord postérieur du canal anal et le coccyx.
Il est constitué du raphé du diaphragme pelvien et du ligament ano-coccygien entremêlé avec des fibres musculaires du muscle élévateur de l'anus.

## Fonction
Le corps anococcygien intervient pour le soutien du plancher pelvien.